# Villa Torenzicht
Villa Torenzicht aan Oranjestraat 10 op de hoek met de Leestraat is een rijksmonument in Baarn in de provincie Utrecht. 
De villa is gebouwd in 1884 naar een ontwerp van A.L. van Gendt die het zelf gebruikte als zomerverblijf. In deze periode ontwierp Van Gendt nog een vijftiental villa's in Baarn. Het huis is later wit gesaust. Er zitten veel details in de gevel. Zo is er een vrouwenhoofd als sluitsteen boven de balkondeuren. Aan de linkerkant is een serre-achtige uitbouw. Rechts is en moderne aanbouw geplaatst. 
In de tijd van de eerste bewoner was er een grote landschappelijke tuin om het gebouw met niervormige gazons. De naam is ontleend aan het zicht op de toren van de Pauluskerk.

## Oranjestraat
Het stukje Laanstraat vanaf de huidige Oranjestraat tot aan de Brink heette destijds ook Oranjestraat. De naam van dat stuk werd later evenwel veranderd in Laanstraat. De Oranjestraat was vroeger veel langer. In 1820 liep de Holle weg (nu Laanstraat) en Hilversumsestraatweg (nu Stationsweg) een openbare steeg door de tuin van Mès Délices naar Villa Peking. Mès Délices stond ongeveer op de plaats van het huidige oude deel van het gemeentehuis. De weg lag iets westelijker dan de huidige Oranjestraat. De eigenaresse van Mès Délices had veel hinder van deze steeg, waarna de steeg een eind werd verlegd langs de grens van haar tuin. De nieuwe steeg werd in 1876 aangekocht door de gemeente om er villa's aan te laten bouwen. Door de aanleg van een parkeerplaats en andere panden is van dit plan niets terechtgekomen.